# Рыжих, Валентина Михайловна
Валентина Михайловна Рыжих (род. 29 августа 1956) — российский тренер, заслуженный тренер России.

## Биография
Мастер спорта СССР по спортивной акробатике.
В 1977 году окончила Краснодарский государственный институт физической культуры по специальности «физическое воспитание». С тех пор занимается подготовкой спортсменов.
Работает в Тольятти в СДЮСШОР № 7 «Акробат» тренером по прыжкам на акробатической дорожке и в детском саду № 147 инструктором по плаванию

## Достижения
За годы работы Валентина Рыжих подготовила 3-х мастеров спорта России международного класса, 29 — мастеров спорта. Наивысших успехов достигли её воспитанники: Анна Гайганова, ставшая чемпионкой мира по прыжкам на акробатической дорожке (2001), Елена Гайганова — ставшая чемпионкой Европы по прыжкам на акробатической дорожке (2004), Яна Чечевичкина — чемпионка Европы по прыжкам на акробатической дорожке среди юниоров (2000).
Также известны и другие её воспитанницы, ставшие призёрами и победителями первенства России по прыжкам на батуте: Алина Федякина, Софья Коломиец, Полина Корцова, Анастасия Зюбина.